# Red by HBO
Red by HBO (anteriormente Screen Red, mais conhecido como Red) foi um canal de filmes de televisão por assinatura do Sudeste Asiático. Foi uma joint venture entre a HBO Asia e o estúdio Mei Ah Entertainment. Lançado em 2010, o canal tinha como foco principal filmes de países asiáticos, todos apresentados em seu idioma original e com legendas em inglês. O canal era diferente da maioria das redes da HBO, pois veiculava publicidade.
Em 1º de dezembro de 2009, a HBO Asia fez parceria com a Mei Ah Entertainment para lançar o Screen Red na primavera de 2010 apresentando filmes asiáticos. O canal foi lançado oficialmente em 12 de abril de 2010, em toda Ásia-Pacífico em parceria com a Mei Ah Entertainment como o primeiro canal de televisão paga de filmes asiáticos 24 horas da HBO Ásia. Durante o lançamento, foi ao ar vários filmes asiáticos de muitos distribuidores, incluindo chineses e japoneses, além de programação da TV asiática. O canal se expandiu para a Malásia por volta do final de 2010, depois para as Filipinas e Tailândia em 2012 e 2013, respectivamente.
Em outubro de 2015, o canal foi rebatizado como Red by HBO. O rebranding significou uma ampliação no escopo do canal para cobrir todo o Sudeste Asiático (além da China, Japão e Coréia do Sul) e uma nova roupagem.
Em 1º de julho de 2021, o canal foi descontinuado em toda a Ásia.